# 贊河
贊河（荷蘭語：Zaan，發音：[zaːn] ⓘ），流經北荷蘭省的一條河流，其所流經的區域都以它為名。它源自於艾灣（IJ），之後流經十公里，到達贊斯塔德，之後再進入艾灣。
贊斯塔德及其流經的七個鄉鎮，都以此河命名，包括赞河畔科赫（Koog aan de Zaan）、韦斯特赞（Westzaan）、奧斯特贊（Oostzaan）、贊代克以及贊丹。